# Vilsbiburg
Vilsbiburg er en by i Landkreis Landshut, i regierungsbezirk Niederbayern i den tyske delstat Bayern.

## Geografi
Vilsbiburg ligger centralt i Niederbayern, ca. 18 km sydøst for byen Landshut, ved floden Vils, som den har navn efter.
I 1978 blev de tidligere selvstændige kommuner Frauensattling, Gaindorf, Haarbach, Seyboldsdorf og Wolferding indlemmet i kommunen.

## Trafik
Vilsbiburg ligger ved et knudepunkt mellem hovedvejene B 388 (München-Passau) og B 299 (Landshut-Altötting).
På banegården er der stop på jerbanelinjen Landshut–Mühldorf–Salzburg.